# Medetera abrupta
Medetera abrupta är en tvåvingeart som beskrevs av Van Duzee 1919. Medetera abrupta ingår i släktet Medetera och familjen styltflugor.
Artens utbredningsområde är Guatemala. Inga underarter finns listade i Catalogue of Life.